# Hayasa
Hayasa era un regne situat a la regió de l'Altiplà d'Armènia, al sud de Trebisonda, que alguns veuen com l'antecedent immediat d'Armènia (Hayastan). El regne era veí d'Azzi, a la zona del llac Van, el centre del regne d'Urartu. Alguns autors pensen que Azzi i Hayasa eren el mateix regne o que Azzi només n'era una part que va assolir l'hegemonia a la segona meitat del segle xiv aC. Al sud tenia el regne hurrita d'Ishuwa o Isuwa.
El rei hitita Tudhalias III va establir la seva capital a Samuha, prop de la frontera d'Hayasa cap a l'any 1370 aC. Contra aquest país va enviar el seu fill Subiluliuma però els habitants van refusar el combat i al final el príncep va anar contra les terres dels kashka. En aquest temps es menciona un rei d'Hayasa amb el nom de Karanni o Lanni. Després les fonts hitites esmenten com a reis a Mariya (casat amb una princesa hitita i condemnat a mort per trencar el contracte matrimonial) i a Huqqana (casat amb una germana de Subiluliuma).
Cap al darrer terç del segle xiv aC, el senyor d'Azzi, Anniya, devia crear una confederació política dels pobles pre-armenis situats la frontera oriental dels hitites, i havia format un regne que anava de l'Iris (Ysehil Irmak) al llac Van.
Mursilis II després de derrotar a Pihhuniya, el rei unificador dels kashka, va decidir atacar a Anniya, senyor d'Azzi i Hayasa, perquè als seus dominis s'havien acollit alguns refugiats hitites enemics de Subiluliuma I. Això va passar probablement el 1315 aC (segons un eclipsi que ha pogut ser datat). Mursilis va exigir l'entrega dels exiliats i el retorn dels presoners, i el rei Anniya que no pensava accedir, va respondre, sense esperar l'inici d'hostilitats per part dels hitites, amb un atac a Dankuwa, fortalesa fronterera de la Terra Alta Hitita i va demanar el mateix a Azzi, el retorn d'exiliats i presoners. A la seva vuitena campanya (novè any de regnat) Mursilis va passar per Ingaluwa i va atacar Ura, una fortalesa de frontera que pertanyia a Anniya, segurament a la zona del llac Van. Aquest va accedir llavors a retornar als exiliats i ho va prometre en una carta, però no va poder complir amb la promesa, ja que segurament els exiliats ja s'havien posat en seguretat en altres llocs o havien mort. Quan els hitites li van recordar l'incompliment, Anniya va al·legar que tampoc Hatti havia complert amb l'entrega dels exiliats d'Azzi al regne hitita. Llavors Mursilis va ser sol·licitat a Kizzuwatna per un "hepat" (sacerdot) de Kummani per celebrar un festival religiós i va deixar les operacions del nord al seu "cap de vins" (un càrrec de la cort) Nuwanza i se'n va anar al sud. En assabentar-se d'això, Anniya va aprofitar per atacar Istitina i Kannuwara. Va destruir la primera ciutat però la segona va resistir l'atac i va expulsar els atacants que la van haver d'assetjar. El rei va ordenar una sortida però Nuwanza, que havia demanat els auguris, no va fer l'atac perquè els presagis no eren favorables i en va informar al rei. Per resoldre les coses el rei va demanar un nous auspicis sobre què havia de fer a Kannuwara, i lògicament van ser ara favorables i va enviar al príncep Nana-ziti a Nuwanza per comunicar-li els nous auguris favorables Nuwanza va ordenar l'atac de l'exèrcit i va derrotar els assetjants. Un gran nombre van morir. Des de Karkemish Mursilis va passar al nord, a Tegarama, però ja l'estació era avançada i va decidir no atacar Hayasa sinó que va retornar al sud, a Harran on va recollir provisions, i després va passar altra vegada al nord, mes a l'est, on va fer alguns atacs abans de retornar a Hattusa.
L'any següent, a la desena campanya, Mursilis va tornar a Hayasa. Anniya no volia fer front als hitites en camp obert i va posar a la seva gent a les fortaleses més inaccessibles: Mursilis només va poder conquerir dos fortaleses: Aripsa i Duskamma. Aripsa era una fortalesa situada en un promontori rocós al mar Negre, i Duskamma no devia ser molt lluny i quan va conèixer la conquesta d'Aripsa es va rendir voluntàriament. La campanya es va acabar sense una victòria decisiva.
Finalment els annals abreujats de Mursilis diuen que a l'onzena campanya va retornar a Azzi i "el va organitzar". Aquesta expressió significa que va dominar el país i el va estructurar administrativament o hi va establir un nou rei vassall. El nom d'Hayasa no torna a aparèixer.

## Llista de reis
- Karanni o Lanni vers 1370 aC
- Mariya vers 1350 aC
- Huqqana vers 1340 aC
- Anniya vers 1300 aC